# Prindsesse Sophia Friderica (1775)
La HDMS Prindsesse Sophia Friderica è stata un vascello in servizio tra il 1777 e il 1807 nella Reale Marina dei Regni di Danimarca e Norvegia, e tra il 1807 e il 1809 nella Royal Navy britannica.

## Storia
Prima unità delle 11 appartenenti alla classe Prindsesse Sophia Frederica progettata dall'ingegnere navale Henrik Gerner (1742-1787), il vascello da 74 cannoni Prindsesse Sophia Frederica fu impostato presso il cantiere navale di Copenaghen il 22 dicembre 1773, varato il 21 febbraio 1775 ed entrò in servizio attivo nel 1777.  Tra il 1781 e il 1782 fu al comando del commodoro Adam Gottlob Ferdinand Moltke.
Fu catturata dalla Royal Navy dopo la battaglia di Copenaghen il 7 settembre 1807, ed immessa in servizio come HMS Prindsesse Sophia Friderica. Arrivata a Portsmouth il 13 dicembre dello stesso anno venne disalberata, e la sua immissione in servizio attivo con il nome di HMS Cambridge fu cancellata nel 1809. Divenuta nave prigione nel febbraio 1811, l'anno successivo fu prestata al Transport Board e l'unità fu definitivamente radiata nel 1815. La nave venne demolita a Portsmouth nel settembre 1816. Mentre prestava servizio nella Royal Navy ebbe come comandante i tenenti Thomas Burwood (20 febbraio 1811-6 gennaio 1812), William Blight (gennaio 1812-1813) e Joseph Hellard (1814).

### Fonti
1. 1 2 3 4  Lyon, Winfield 2004, p. 47.
2. 1 2 3  Tree Decks.
3. 1 2 3 4 5  Tree Decks.